# Tökéletes számok
A számelméletben tökéletes számnak nevezzük azokat a természetes számokat, amelyek megegyeznek az önmaguknál kisebb osztóik összegével. Vagy, ami ezzel ekvivalens, hogy tökéletes szám minden olyan n egész, amelyre az osztóösszegfüggvény σ(n)=2n (azaz összes osztójának összege pont a szám 2-szerese), vagy a valódi osztók összege s(n)=n. A társas számok speciális esetei.
A definíció az ókorból származik, már Eukleidész: Elemek c. művében is megjelenik (VII.22), τέλειος ἀριθμός (tökéletes, ideális vagy teljes szám) néven. Eukleidész meghatározott egy képzési szabályt is (IX.36), miszerint {\displaystyle q(q+1)/2} páros tökéletes szám, amennyiben {\displaystyle q=2^{p}-1} alakú, {\displaystyle p} és {\displaystyle q} pedig prímek – az ilyen alakú számokat jelenleg Mersenne-prímeknek nevezzük. Jóval később Euler igazolta, hogy az összes páros tökéletes szám ebben az alakban írható fel. Ez az Eukleidész–Euler-tétel.
Nem ismeretes, hogy létezik-e páratlan tökéletes szám, ahogy az sem, hogy létezik-e végtelen sok tökéletes szám.

## Példák
Az első négy tökéletes szám:
6, 28, 496, 8128... (A000396 sorozat az OEIS-ben).
A legkisebb tökéletes szám a 6, amelynek önmagánál kisebb osztói az 1, a 2 és a 3, ezek összege pedig 1 + 2 + 3 = 6. A második legkisebb tökéletes szám a 28, melynek osztói az 1, 2, 4, 7 és 14 számok. A soron következő két tökéletes szám a 496 és a 8128.

## Páros tökéletes számok
Az ókori görögök csak a négy legkisebb tökéletes számot (6, 28, 496, 8128) ismerték.
Az ókori görög matematikus, Eukleidész felfedezte, hogy az első négy tökéletes szám felírható 2n−1(2n − 1) alakban:
n = 2-re:   21(22 − 1) = 6
n = 3-ra:   22(23 − 1) = 28
n = 5-re:   24(25 − 1) = 496
n = 7-re:   26(27 − 1) = 8128
Észrevéve, hogy a fent említett n-ekre 2n − 1 minden esetben prímszám, Eukleidész bebizonyította, hogy minden olyan esetben, amikor 2n − 1 prím, 2n−1(2n − 1) tökéletes szám.
Az ókori matematikusok az első négy szám megfigyelése alapján további feltételezésekkel éltek, ám ezek zöme hamisnak bizonyult. Az egyik ilyen feltételezés szerint az ötödik tökéletes szám az n = 11 értékre adódik, mivel az első négy esetben n az első négy prímszám (2, 3, 5, 7) értékét veszi fel, „logikusnak” tűnt tehát, hogy az ötödik prímszám az ötödik tökéletes számot adja. Ez azonban nem igaz. Hasonló módon hamisnak bizonyultak a következő feltételezések:
- Az ötödik tökéletes számnak öt számjegye van, mert az első négy is rendre egy, kettő, három ill. négy jegyből áll.
- A tökéletes számok sorba rendezve felváltva 6-ra és 8-ra végződnek.

Az ötödik tökéletes szám (33 550 336) nyolc számjegyből áll, megdöntve a második feltételezést, viszont valóban 6-ra végződik. Azonban a következő, hatodik tökéletes szám (8 589 869 056) is 6-ra végződik, tehát a harmadik feltételezés is hamis. (Az, hogy minden páros tökéletes szám 6-ra vagy 8-ra végződik, könnyen megmutatható.)
Az is megmutatható, hogy ha 2n − 1 prím, akkor n is az, de fordítva nem feltétlenül igaz. Azokat a prímeket, amelyek felírhatók 2n − 1 alakban, Mersenne-prímeknek nevezzük a 17. században élt francia szerzetes, Marin Mersenne után.
Nikomakhosz Geraszénosz (Kr. u. I. szd. vége) Arithmétikhé eiszagogé (Bevezetés az aritmetikába) c. művében megfogalmazta a sejtést, hogy Eukleidész képlete, 2n−1(2n − 1) az összes páros tökéletes számot kiadja. Ezt több mint másfél ezer évvel utána Leonhard Euler bizonyította be. Ennek egyenes következménye, hogy az összes Mersenne-prímhez találunk tökéletes számot, sőt, a két számcsoport között egy-az-egyhez megfeleltetés létezik.
Jelenleg véges sok Mersenne-prímet ismerünk, és azt sem tudjuk, hogy vajon végtelen sok ilyen prím van-e. Ennek megfelelően az sem ismert, hogy a tökéletes számok végtelen sokan vannak-e. De nem lehetnek túl sokan: nulla sűrűségű sorozatot alkotnak (H.-J. Kanold, 1954).
A GIMPS elosztott számítási projekt megmutatta, hogy az első 44 tökéletes szám a 2p−1(2p − 1) a következő p értékekre
p = 2, 3, 5, 7, 13, 17, 19, 31, 61, 89, 107, 127, 521, 607, 1279, 2203, 2281, 3217, 4253, 4423, 9689, 9941, 11213, 19937, 21701, 23209, 44497, 86243, 110503, 132049, 216091, 756839, 859433, 1257787, 1398269, 2976221, 3021377, 6972593, 13466917, 20996011, 24036583, 25964951, 30402457, 32582657 (A000043 sorozat az OEIS-ben).
Öt ennél nagyobb tökéletes számot is sikerült találni, ezeknél p = 37156667, 42643801, 43112609, 57885161, illetve 74207281, de lehetnek még más p értékek ezek közelében.
A tökéletes számok osztóinak (az 1-et és saját magukat is beleszámítva) reciprok értékeit összeadva mindig 2 lesz az eredmény. Pl. 28 esetében: {\displaystyle 1/28+1/14+1/7+1/4+1/2+1/1=2}
Az ismert többjegyű tökéletes számok számjegyeit egymással összeadva, majd az eredmény számjegyeit újra összeadva, mindaddig amíg egy számjegyet kapunk, mindig 1 lesz a végeredmény. Vagyis a 6-ot leszámítva mindegyik kilences maradéka 1. Pl. a 496 esetében: 4+9+6=19, 1+9=10, 1+0=1
A tökéletes számok (a 6-ot kivéve) a hatos számrendszerben két 4-esre végződnek.
A 2p−1(2p − 1) alak mellett minden tökéletes szám egyben a (2p − 1)-edik háromszögszám (és így megegyezik az egész számok összegével 1-től 2p − 1-ig) és a 2p−1-edik hatszögszám. Továbbá, minden páros tökéletes szám a hat kivételével a  ((2p + 1)/3)-adik középpontos kilencszögszám és megegyezik az első 2(p−1)/2 páratlan köbszám összegével:
{\displaystyle {\begin{aligned}6&=2^{1}(2^{2}-1)&&=1+2+3,\\[8pt]28&=2^{2}(2^{3}-1)&&=1+2+3+4+5+6+7=1^{3}+3^{3},\\[8pt]496&=2^{4}(2^{5}-1)&&=1+2+3+\cdots +29+30+31\\&&&=1^{3}+3^{3}+5^{3}+7^{3},\\[8pt]8128&=2^{6}(2^{7}-1)&&=1+2+3+\cdots +125+126+127\\&&&=1^{3}+3^{3}+5^{3}+7^{3}+9^{3}+11^{3}+13^{3}+15^{3},\\[8pt]33550336&=2^{12}(2^{13}-1)&&=1+2+3+\cdots +8189+8190+8191\\&&&=1^{3}+3^{3}+5^{3}+\cdots +123^{3}+125^{3}+127^{3}.\end{aligned}}}
A 2p−1(2p − 1) alakból következően minden páros tökéletes szám bináris alakban úgy néz ki, hogy p 1-est  p − 1  nulla követ:
610 = 1102
2810 = 111002
49610 = 1111100002
812810 = 11111110000002
3355033610 = 11111111111110000000000002.
Ezért minden tökéletes szám Hamming-súlya prímszám.
Minden tökéletes szám egyben praktikus szám. Valamennyi tökéletes szám osztóharmonikus szám, tehát olyan pozitív egész szám, melynek osztóiból harmonikus közepet képezve egész számot kapunk.

## Páratlan tökéletes számok
Nyitott kérdés, hogy léteznek-e páratlan tökéletes számok. Számos eredmény született ebben a témában, de egyik sem mutatott rá egy páratlan tökéletes számra vagy cáfolta ezek létezését. Többen vélik úgy heurisztikus érvek alapján, hogy páratlan tökéletes számok nem léteznek. Minden tökéletes szám Ore-szám (osztóharmonikus) is, és egy sejtés szerint páratlan Ore-számok szintén nem léteznek.
Bármely páratlan N tökéletes számnak a következő feltételeknek kell eleget tennie:
- N > 101500.[5]
- N nem osztható 105-tel.[6]
- N ≡ 1 (mod 12) vagy N ≡ 117 (mod 468) vagy N ≡ 81 (mod 324).[7]
- N felírható a következő alakban:

{\displaystyle N=q^{\alpha }p_{1}^{2e_{1}}\cdots p_{k}^{2e_{k}},}
ahol:
- q, p1, ..., pk különböző prímszámok (Euler).
- q ≡ α ≡ 1 (mod 4) (Euler).
- N legkisebb prímtényezője kisebb mint (2k + 8) / 3.
- Vagy qα > 1062, vagy p j2ej  > 1062 néhány j-re.
- N < 24k+1.

- N legnagyobb prímtényezője nagyobb mint 108.[10]
- A második legnagyobb prímtényező nagyobb mint 104, a harmadik legnagyobb pedig nagyobb mint 100.[11][12]
- N-nek legalább 101 prímtényezője van, ezek közül legalább 10 különböző.[5][13] Ha a 3 nincs N prímtényezői között, akkor N-nek legalább 12 különböző prímtényezője kell legyen.[14]

## Más számcsoportok
Az osztók összege alapján más számcsoportokat is megkülönböztetünk. Azokat a számokat, ahol a valódi osztók összege kisebb a számnál, hiányos számoknak nevezzük, amelyeknél pedig nagyobb, azokat bővelkedő számoknak. Azokat a számpárokat, amelyekre igaz, hogy az egyik szám osztóinak összege a másik számmal egyenlő (és fordítva) barátságos számoknak hívjuk. Ezek az elnevezések mind az ókori görögöktől származnak, akik az ilyen számoknak különleges jelentőséget tulajdonítottak.